# 替代名单

替代名单标志

替代名单（德語：Alternative Liste，缩写为AL）是瑞士苏黎世州的一个社会主义政党。
1990年，它作为左翼活动家的松散联盟成立；2007年，改组为政党。该党在苏黎世和利马特谷设有支部。温特图尔的一个组织也与该党有关，并于2013年在霍尔根区建立一个支部。
该党的势力一度扩展到苏黎世州之外，在2002年—2006年活跃于阿尔高州，在2003年—2022年活跃于沙夫豪森州。
该党与瑞士劳动党、团结和其他左翼政党及组织密切合作。2010年—2018年，该党与其他左翼力量组成替代左翼。